# Ріґулді
Рі́ґулді (ест. Riguldi küla, швед. Rickul) — село в Естонії, у волості Ляене-Ніґула повіту Ляенемаа.

## Населення
Чисельність населення на 31 грудня 2011 року становила 6 осіб.

## Географія
Село лежить на березі Балтійського моря і розташовується на відстані 33 км від Хаапсалу та 17 км на північ від Пюрксі.
Через село проходить автошлях 11230 (Гар'ю-Рісті — Ріґулді — Винткюла). Від населеного пункту починається дорога 16127 (Ріґулді — Діргамі).

## Історія
З 1998 року для села затверджена друга офіційна назва шведською мовою — Rickul.
До 21 жовтня 2017 року село входило до складу волості Ноароотсі.